# Dimitri Afanasenko
Dimitri Afanasenko (* 9. März 1981) ist ein ehemaliger belarussischer Skispringer.

## Werdegang
Afanasenko, der für den SC Minsk startete, gab sein internationales Debüt am 28. November 1999 im Rahmen des Skisprung-Weltcups im finnischen Kuopio. Nachdem er mit Rang 74 jedoch der Weltspitze weit hinterhersprang, zog er sich für drei weitere Jahre erstmal aus den internationalen Wettbewerben zurück. Im Dezember 2002 startete er in Engelberg im Skisprung-Continental-Cup, blieb jedoch als 51. erneut hinter den Erwartungen zurück. Kurz darauf startete Afanasenko bei der Winter-Universiade 2003 in Tarvis, deren Skispringwettbewerbe wegen Schneemangels ins slowenische Planica verlegt werden mussten. von der Normalschanze erreichte er dabei Rang 33, von der Großschanze Rang 20. Mit der Mannschaft lag er nach dem Teamwettbewerb auf dem neunten Platz.
Einen Monat später gehörte er zur Mannschaft bei der Nordischen Skiweltmeisterschaft 2003 im italienischen Val di Fiemme. Nachdem er sich für die beiden Einzelspringen nicht qualifizieren konnte, erreichte er mit der Mannschaft im Teamwettbewerb Rang 12. Ab August 2003 gehörte Afanasenko fest zum Kader im Skisprung-Continental-Cup. Dabei blieben jedoch Punkterfolge aus. Im Januar 2004 erreichte er mit Rang 38 in Brotterode sein bis dahin bestes Ergebnis. Bei der Skiflug-Weltmeisterschaft 2004 in Planica startete er im Einzelspringen nicht, erreichte aber mit der Mannschaft Rang 10 im Teamfliegen.
Im August 2004 startete er beim Teamspringen im Rahmen des Skisprung-Grand-Prix in Hinterzarten. Dort erreichte er mit der Mannschaft Rang 13. Den gleichen Platz erreichte die Mannschaft auch in Zakopane. Zu Beginn der Continental-Cup-Saison 2004/05 blieben erneut Erfolge aus und Afanasenko landete nur auf hinteren Plätzen. Bei der Winter-Universiade 2005 in Innsbruck und Seefeld in Tirol sprang Afanasenko von der Normalschanze auf Rang 45 und von der Großschanze auf Rang 44. Bei der Nordischen Skiweltmeisterschaft 2005 in Oberstdorf verpasste er erneut die Qualifikation in beiden Einzelwettbewerben und erreichte mit der Mannschaft in den Teamspringen die Plätze 13 von der Normal- und 15 von der Großschanze.
Im September 2005 startete Afanasenko im Rahmen des FIS Cups in Predazzo und gewann dabei sechs Punkte, womit er den FIS Cup 2005/06 als 132. abschloss. Seine aktive internationale Karriere beendete er schließlich ohne Erfolg mit den Starts bei den Continental-Cup-Springen in Rovaniemi und Harrachov im Dezember 2005.

## Erfolge

### FIS Cup-Platzierungen
| Saison  | Platz | Punkte |
| ------- | ----- | ------ |
| 2005/06 | 132.  | 06     |